# Tshering Dorji
Tshering Dorji (sinh ngày 11 tháng 9 năm 1995) là một cầu thủ bóng đá người Bhutan, hiện tại thi đấu cho NEROCA, having trước đó thi đấu cho Transport United và Ugyen Academy. Anh bắt đầu thi đấu bóng đá năm 2004 và được bố truyền cảm hứng chơi bóng. Lần đầu tiên anh thi đấu cho đội tuyển quốc gia Bhutan năm 2011.
Dorji được biết đến với bàn thắng muộn vào lưới Sri Lanka giúp Bhutan có trận thắng đầu tiên trong vòng loại Giải vô địch bóng đá thế giới.
Tính đến tháng 3 năm 2015, anh đang học tại Royal Thimphu College là sinh viên năm nhất.

## Bàn thắng quốc tế
Scores và results list the Bhutan's goal tally first.
| #  | Ngày                 | Địa điểm                                     | Đối thủ   | Tỉ số | Kết quả | Giải đấu                 |
| -- | -------------------- | -------------------------------------------- | --------- | ----- | ------- | ------------------------ |
| 1. | 12 tháng 3 năm 2015  | Sân vận động Sugathadasa, Colombo, Sri Lanka | Sri Lanka | 1–0   | 1–0     | Vòng loại World Cup 2022 |
| 2. | 8 tháng 10 năm 2015  | Sân vận động Changlimithang, Thimphu, Bhutan | Maldives  | 1–4   | 3–4     | Vòng loại World Cup 2022 |
| 3. | 24 tháng 12 năm 2015 | Sân vận động Quốc tế Trivandrum, Ấn Độ       | Maldives  | 1–1   | 1−3     | SAFF Cup 2015            |
| 4. | 29 tháng 3 năm 2016  | Sân vận động Quốc gia, Malé, Maldives        | Maldives  | 2–1   | 2–4     | Vòng loại World Cup 2018 |